# Oscarverleihung 2006
Übersicht aller ausgezeichneten Filme

◄◄ | ◄ | 2002 | 2003 | 2004 | 2005 | Oscarverleihung 2006 | 2007 | 2008 | 2009 | 2010 | ► | ►►

Weitere Ereignisse
Die Oscarverleihung 2006 fand am 5. März 2006 im Kodak Theatre in Los Angeles statt. Es waren die 78th Annual Academy Awards. Im Jahr der Auszeichnung werden immer Filme des vorherigen Jahres ausgezeichnet, in diesem Fall also die Filme des Jahres 2005.
| Film                                           | N | A |
| ---------------------------------------------- | - | - |
| Brokeback Mountain                             | 8 | 3 |
| Die Geisha                                     | 6 | 3 |
| Good Night, and Good Luck                      | 6 | 0 |
| L.A. Crash                                     | 6 | 3 |
| Capote                                         | 5 | 1 |
| München                                        | 5 | 0 |
| Walk the Line                                  | 5 | 1 |
| Der ewige Gärtner                              | 4 | 1 |
| King Kong                                      | 4 | 3 |
| Stolz und Vorurteil                            | 4 | 0 |
| Die Chroniken von Narnia: Der König von Narnia | 3 | 1 |
| Das Comeback                                   | 3 | 0 |
| Krieg der Welten                               | 3 | 0 |
| A History of Violence                          | 2 | 0 |
| Hustle & Flow                                  | 2 | 1 |
| Kaltes Land                                    | 2 | 0 |
| Lady Henderson präsentiert                     | 2 | 0 |
| Syriana                                        | 2 | 1 |
| Transamerica                                   | 2 | 0 |

## Zusammenfassung
Als Gewinner standen zuvor bereits der US-amerikanische Regisseur Robert Altman und der Visual-Effects-Experte Gary Demos fest. Altman war sieben Mal erfolglos für einen regulären Academy Award nominiert und wurde in diesem Jahr für sein kreatives Schaffen mit dem Ehrenoscar gewürdigt. Gary Demos ist zweifacher Gewinner des Scientific and Technical Awards sowie Gewinner eines Technical Achievement Awards und wurde mit dem Gordon E. Sawyer Award ausgezeichnet.
Nach der Bekanntgabe der Nominierungen am 31. Januar 2006 durch Sid Ganis, dem Präsidenten der Academy, und der Schauspielerin Mira Sorvino, galt Ang Lees Drama Brokeback Mountain mit acht Nominierungen als der große Favorit für die 78. Oscar-Verleihung. Der Independent-Film um die Liebesgeschichte zweier schwuler Cowboys war bereits im Vorfeld mit dem Golden Globe Award und dem British Academy Film Award (BAFTA Award) prämiert worden. In der Oscarnacht konnte Brokeback Mountain seinem Favoritenstatus jedoch nicht gerecht werden. Zwar gewann der Film drei Academy Awards in den Kategorien beste Regie, beste Filmmusik und bestes adaptiertes Drehbuch, verlor die Trophäe für den besten Film aber an Paul Haggis’ Ensemblefilm L.A. Crash, der auch in den Kategorien Bestes Original-Drehbuch und Bester Schnitt prämiert wurde. Dies ist das schlechteste Ergebnis seit 1976, als John G. Avildsens Boxer-Drama Rocky bei zehn Nominierungen ebenfalls als Bester Film des Jahres nur drei Siege einheimsen konnte. Ebenso auf je drei gewonnene Preise kamen Peter Jacksons Abenteuerfilm King Kong und Rob Marshalls Roman-Adaption Die Geisha, die hauptsächlich in den technischen Kategorien punkten konnten. In den Darstellerkategorien konnten sich mit Philip Seymour Hoffman (Capote), Reese Witherspoon (Walk the Line), George Clooney (Syriana) und Rachel Weisz (Der ewige Gärtner) genau die Schauspieler durchsetzen, die bereits im Vorfeld als Favoriten gehandelt worden waren und bei anderen wichtigen Filmpreisen, wie dem Golden Globe oder BAFTA Award, größtenteils ebenfalls triumphiert hatten.
Verlierer des Abends waren George Clooneys hochgelobtes Politdrama Good Night, and Good Luck und Steven Spielbergs kontrovers aufgenommene Produktion München, die sich trotz sechs bzw. fünf Nominierungen (darunter in den Kategorien Bester Film und Regie) nicht gegen die Konkurrenz durchsetzen konnten. Der Österreicher Hubert Sauper, der mit Darwin’s Nightmare für den besten Dokumentarfilm nominiert war, musste den Preis dem französischen Beitrag Die Reise der Pinguine überlassen. Auch den deutschen Kandidaten war bei den 78. Academy Awards kein Erfolg beschieden. Ulrike Grote konnte für ihren Kurzfilm Ausreißer, der ihr 2005 einen Studenten-Oscar eingebracht hatte, keinen Preis entgegennehmen. Marc Rothemunds vielfach preisgekröntes Drama Sophie Scholl – Die letzten Tage musste sich, als beste Auslandsproduktion nominiert, dem südafrikanischen Drama Tsotsi geschlagen geben. Für Südafrika war es der erste Sieg in dieser Kategorie. Auch der Deutsche Michael Ohoven, als einer der Produzenten von Capote nominiert, wurde bei der Preisvergabe nicht berücksichtigt. Als bester Animationsfilm wurde Wallace & Gromit – Auf der Jagd nach dem Riesenkaninchen ausgezeichnet. Seine Plastilin-Protagonisten, ein schrulliger Erfinder und sein cleverer Hund, der seinem Herrchen bei Bedarf stets aus der Patsche hilft, waren bereits durch Wallace & Gromit – Alles Käse sowie die 1993 bzw. 1996 mit Oscars prämierten animierten Kurzfilme Wallace & Gromit – Die Techno-Hose und Wallace & Gromit – Unter Schafen bekannt geworden.
Der Regisseur der Verleihung, Louis J. Horvitz, wurde für seine Regiearbeit bei dieser Verleihung am 27. August 2006 mit einem Emmy in der Kategorie „Regie für eine Varieté-, Musik- oder Comedysendung“ ausgezeichnet.

## Moderation
Wie bereits im Jahr 2005 war der Moderator der Verleihung ein Neuling. Moderiert wurde sie diesmal vom 44-jährigen Late Night Talker Jon Stewart. Zu Beginn der Verleihung wurde ein so genannter Einspieler gezeigt, in dem einige der früheren Moderatoren (Billy Crystal, Chris Rock, Whoopi Goldberg, David Letterman und Mel Gibson) eine erneute Moderation ablehnten. Weiterhin waren in diesem Kurzfilm auch Halle Berry sowie George Clooney zu sehen.

## Musikalischer Leiter
Als musikalischer Leiter und somit auch als Dirigent des Orchesters fungierte in diesem Jahr der Komponist Bill Conti, der damit zum 18. Mal das Academy Awards Orchestra leitete. Conti selbst erhielt bisher einen Oscar in der Kategorie Original Score für „The Right Stuff“ und zwei weitere Nominierungen in der Kategorie Original Song („Gonna Fly Now“ und „For Your Eyes Only“).

## Live-Performances
- Dolly Parton – „Travelin’ Thru“ (aus: Transamerica)
- Kathleen „Bird“ York – „In the Deep“ (aus: L.A. Crash)
- Itzhak Perlman – Stücke aus den Filmmusiken der in der Kategorie Beste Filmmusik (Original Score) nominierten Filme
- Three 6 Mafia und Taraji P. Henson – „It’s Hard out Here for a Pimp“ (aus: Hustle & Flow)

## Einspieler
Im Laufe der Oscarverleihung wurden mehrere Filme eingespielt, die auf verschiedene Aspekte der Filmgeschichte eingingen. Präsentiert wurden diese von:
Russell Crowe – Reale Personen in Filmen (Bio-pics)
Lauren Bacall – Film noir
Jake Gyllenhaal – Monumentalfilme
Samuel L. Jackson – Ausgrenzung, Rassendiskriminierung und weitere gesellschaftliche Probleme in Filmen
Den Filmbeitrag zur Erinnerung an die verstorbenen Filmschaffenden des vorherigen Jahres (In Memoriam) präsentierte George Clooney.

## Gewinner und Nominierte

### Bester Film
präsentiert von Jack Nicholson
L.A. Crash (Crash) – Paul Haggis, Cathy Schulman
Brokeback Mountain – Diana Ossana, James Schamus
Capote – Caroline Baron, Michael Ohoven, William Vince
Good Night, and Good Luck – Grant Heslov
München (Munich) – Kathleen Kennedy, Barry Mendel, Steven Spielberg

### Beste Regie
präsentiert von Tom Hanks
Ang Lee – Brokeback Mountain
George Clooney – Good Night, and Good Luck
Paul Haggis – L.A. Crash (Crash)
Bennett Miller – Capote
Steven Spielberg – München (Munich)

### Bester Hauptdarsteller
präsentiert von Hilary Swank
Philip Seymour Hoffman – Capote
Terrence Howard – Hustle & Flow
Heath Ledger – Brokeback Mountain
Joaquin Phoenix – Walk the Line
David Strathairn – Good Night, and Good Luck

### Beste Hauptdarstellerin
präsentiert von Jamie Foxx
Reese Witherspoon – Walk the Line
Judi Dench – Lady Henderson präsentiert (Mrs. Henderson Presents)
Felicity Huffman – Transamerica
Keira Knightley – Stolz und Vorurteil (Pride and Prejudice)
Charlize Theron – Kaltes Land (North Country)

### Bester Nebendarsteller
präsentiert von Nicole Kidman
George Clooney – Syriana
Matt Dillon – L.A. Crash (Crash)
Paul Giamatti – Das Comeback (Cinderella Man)
Jake Gyllenhaal – Brokeback Mountain
William Hurt – A History of Violence

### Beste Nebendarstellerin
präsentiert von Morgan Freeman

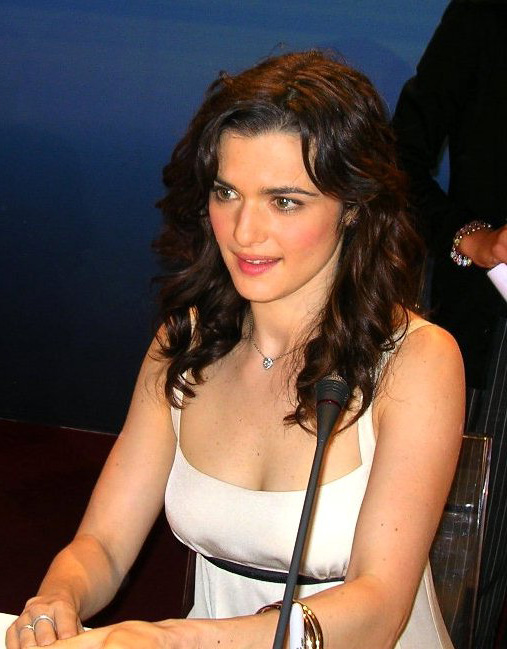
Rachel Weisz

Rachel Weisz – Der ewige Gärtner (The Constant Gardener)
Amy Adams – Junikäfer (Junebug)
Catherine Keener – Capote
Frances McDormand – Kaltes Land (North Country)
Michelle Williams – Brokeback Mountain

### Bestes adaptiertes Drehbuch
präsentiert von Dustin Hoffman
Larry McMurtry, Diana Ossana – Brokeback Mountain
Jeffrey Caine – Der ewige Gärtner (The Constant Gardener)
Dan Futterman – Capote
Tony Kushner, Eric Roth – München (Munich)
Josh Olson – A History of Violence

### Bestes Original-Drehbuch
präsentiert von Uma Thurman
Paul Haggis, Robert Moresco – L.A. Crash (Crash)
Woody Allen – Match Point
Noah Baumbach – Der Tintenfisch und der Wal (The Squid and the Whale)
George Clooney, Grant Heslov – Good Night, and Good Luck
Stephen Gaghan – Syriana

### Beste Kamera
präsentiert von John Travolta
Dion Beebe – Die Geisha (Memoirs of a Geisha)
Robert Elswit – Good Night, and Good Luck
Emmanuel Lubezki – The New World
Wally Pfister – Batman Begins
Rodrigo Prieto – Brokeback Mountain

### Bestes Szenenbild
präsentiert von Sandra Bullock und Keanu Reeves
John Myhre – Die Geisha (Memoirs of a Geisha)
James D. Bissell – Good Night, and Good Luck
Stuart Craig, Stephenie McMillan – Harry Potter und der Feuerkelch (Harry Potter and the Goblet of Fire)
Sarah Greenwood – Stolz und Vorurteil (Pride & Prejudice)
Grant Major – King Kong

### Bestes Kostüm-Design
präsentiert von Jennifer Aniston
Colleen Atwood – Die Geisha (Memoirs of a Geisha)
Jacqueline Durran – Stolz und Vorurteil (Pride & Prejudice)
Gabriella Pescucci – Charlie und die Schokoladenfabrik (Charlie and the Chocolate Factory)
Arianne Phillips – Walk the Line
Sandy Powell – Lady Henderson präsentiert (Mrs. Henderson Presents)

### Bestes Make-up
präsentiert von Steve Carell und Will Ferrell
Howard Berger, Tami Lane – Die Chroniken von Narnia: Der König von Narnia (The Chronicles of Narnia: The Lion, the Witch and the Wardrobe)
David LeRoy Anderson, Lance Anderson – Das Comeback (Cinderella Man)
Dave Elsey, Nikki Gooley – Star Wars: Episode III – Die Rache der Sith (Star Wars: Episode III Revenge of the Sith)

### Beste Filmmusik (Original Score)
präsentiert von Salma Hayek
Gustavo Santaolalla – Brokeback Mountain
Alberto Iglesias – Der ewige Gärtner (The Constant Gardener)
Dario Marianelli – Stolz und Vorurteil (Pride & Prejudice)
John Williams – Die Geisha (Memoirs of a Geisha)
John Williams – München

### Bester Song (Original Song)
präsentiert von Queen Latifah
It’s Hard out Here for a Pimp aus Hustle & Flow – Paul Beauregard, Cedric Coleman, Jordan Houston
In the Deep aus L.A. Crash (Crash) – Michael Becker, Kathleen York
Travelin’ Thru aus Transamerica – Dolly Parton
Die einzelnen Auftritte wurden von Naomi Watts, Jennifer Lopez und Chris „Ludacris“ Bridges angekündigt.

### Bester Schnitt
präsentiert von Zhang Ziyi
Hughes Winborne – L.A. Crash (Crash)
Daniel P. Hanley, Mike Hill – Das Comeback (Cinderella Man)
Michael Kahn – München (Munich)
Michael McCusker – Walk the Line
Claire Simpson – Der ewige Gärtner (The Constant Gardener)

### Beste Tonmischung
präsentiert von Jessica Alba und Eric Bana
Christopher Boyes, Michael Hedges, Hammond Peek, Michael Semanick – King Kong
Anna Behlmer, Ron Judkins, Andy Nelson – Krieg der Welten (War of the Worlds)
Doug Hemphill, Peter F. Kurland, Paul Massey – Walk the Line
Tony Johnson, Terry Porter, Dean A. Zupancic – Die Chroniken von Narnia: Der König von Narnia (The Chronicles of Narnia: The Lion, the Witch and the Wardrobe)
Rick Kline, Kevin O’Connell, John Pritchett, Greg P. Russell – Die Geisha (Memoirs of a Geisha)

### Bester Tonschnitt
präsentiert von Jennifer Garner
Mike Hopkins, Ethan Van der Ryn – King Kong
Wylie Stateman – Die Geisha (Memoirs of a Geisha)
Richard King – Krieg der Welten (War of the Worlds)

### Beste visuelle Effekte
präsentiert von Ben Stiller
Joe Letteri, Christian Rivers, Richard Taylor, Brian Van’t Hul – King Kong
Jim Berney, Scott Farrar, Bill Westenhofer, Dean Wright – Die Chroniken von Narnia: Der König von Narnia (The Chronicles of Narnia: The Lion, the Witch and the Wardrobe)
Randy Dutra, Pablo Helman, Dennis Muren, Daniel Sudick – Krieg der Welten (War of the Worlds)

### Bester Animationsfilm
präsentiert von Reese Witherspoon
Wallace & Gromit – Auf der Jagd nach dem Riesenkaninchen (Wallace & Gromit in the Curse of the Were-Rabbit) – Regie: Steve Box, Nick Park
Corpse Bride – Hochzeit mit einer Leiche (Tim Burton’s Corpse Bride) – Regie: Tim Burton, Mike Johnson
Das wandelnde Schloss (Hauru no ugoku shiro) – Regie: Hayao Miyazaki

### Bester Dokumentarfilm (Langform)
präsentiert von Charlize Theron
Die Reise der Pinguine (La marche de l’empereur) – Yves Darondeau, Luc Jacquet
Darwins Alptraum (Darwin’s Nightmare) – Hubert Sauper
Enron: The Smartest Guys in the Room – Alex Gibney
Murderball – Henry-Alex Rubin, Dana Adam Shapiro
Street Fight – Marshall Curry

### Bester Dokumentarfilm (Kurzfilm)
präsentiert von Terrence Howard
A Note of Triumph: The Golden Age of Norman Corwin – Corinne Marrinan, Eric Simonson
The Death of Kevin Carter: Casualty of the Bang Bang Club – Dan Krauss
God Sleeps in Rwanda – Kimberlee Acquaro, Stacy Sherman
The Mushroom Club – Steven Okazaki

### Bester Kurzfilm (animiert)
präsentiert von den Figuren „Hühnchen Junior“ und „Susi Schnatter“ aus dem Animationsfilm Himmel und Huhn (Chicken Little)
The Moon and the Son: An Imagined Conversation – John Canemaker, Peggy Stern
Badgered – Regie: Sharon Colman
Die Ein-Mann-Band (One Man Band) – Mark Andrews, Andrew Jimenez
The Mysterious Geographic Explorations of Jasper Morello – Anthony Lucas
9 – Shane Acker

### Bester Kurzfilm (Live Action)
präsentiert von Luke und Owen Wilson
Six Shooter – Martin McDonagh
Der Ausreißer – Ulrike Grote
Cashback – Lene Bausager, Sean Ellis
Our Time Is Up – Pia Clemente, Rob Pearlstein
Síðasti bærinn – Rúnar Rúnarsson, Thor Sigurjonsson

### Bester fremdsprachiger Film
präsentiert von Will Smith
Tsotsi, Südafrika – Gavin Hood
Die Bestie im Herzen (La bestia nel cuore), Italien – Cristina Comencini
Merry Christmas (Joyeux Noël), Frankreich – Christian Carion
Paradise Now (al-Dschanna al-ān), Palästinensische Autonomiegebiete – Hany Abu-Assad
Sophie Scholl – Die letzten Tage, Deutschland – Marc Rothemund

## Ehren-Oscars

### Honorary Award
präsentiert von Lily Tomlin und Meryl Streep
- Robert Altman

### Gordon E. Sawyer Award
präsentiert von Rachel McAdams
- Gary Demos

Dieser Preis wurde im Rahmen der Verleihung der Scientific and Technical Awards am 18. Februar verliehen.